# Železniční trať Tábor – Horní Cerekev
Železniční trať Tábor – Horní Cerekev (v jízdním řádu pro cestující označená číslem 224) vede z Tábora do Horní Cerekve přes Dobrou Vodu u Pelhřimova, Pelhřimov a Obrataň. Jednokolejná neelektrizovaná regionální dráha, propojující hlavní trať Praha – České Budějovice s hlavní tratí Havlíčkův Brod – Veselí nad Lužnicí (při převzetí funkce provozovatele Správou železniční dopravní cesty v roce 2008 byla ještě úsekem celostátní dráhy).

## Historie
Trať byla otevřena 17. prosince 1888. V roce 1993 byla uvedena do provozu přeložka u zastávky Smyslov v délce 0,5 km.[zdroj?]
25. září 2007 byl slavnostně dokončen projekt racionalizace řízení provozu na této trati, který zahrnoval instalaci stavědel ESA 11 ve stanicích a jejich dálkové řízení z jednotného obslužného pracoviště v Pelhřimově. Nejdříve v roce 2006 začala být takto řízena stanice Dobrá Voda u Pelhřimova, a od června 2007 jsou takto řízeny i stanice Nová Cerekev, Pacov, Obrataň a Chýnov. V souvislosti s touto stavební akcí byly provedeny úpravy kolejišť ve většině stanic, v některých případech došlo k redukci počtu staničních kolejí.[zdroj?]
Nedávno[kdy?] došlo k posunutí zastávky Smyslov (od bývalé dopravní kanceláře k přejezdu) a k rekonstrukci zastávky Pořín.[zdroj?]

## Navazující tratě

### Tábor
- Železniční trať Tábor–Ražice
- Železniční trať Tábor–Bechyně
- Železniční trať Benešov u Prahy – České Budějovice

### Obrataň
- Železniční trať Jindřichův Hradec – Obrataň

### Horní Cerekev
- Železniční trať Havlíčkův Brod – Veselí nad Lužnicí

## Stanice a zastávky

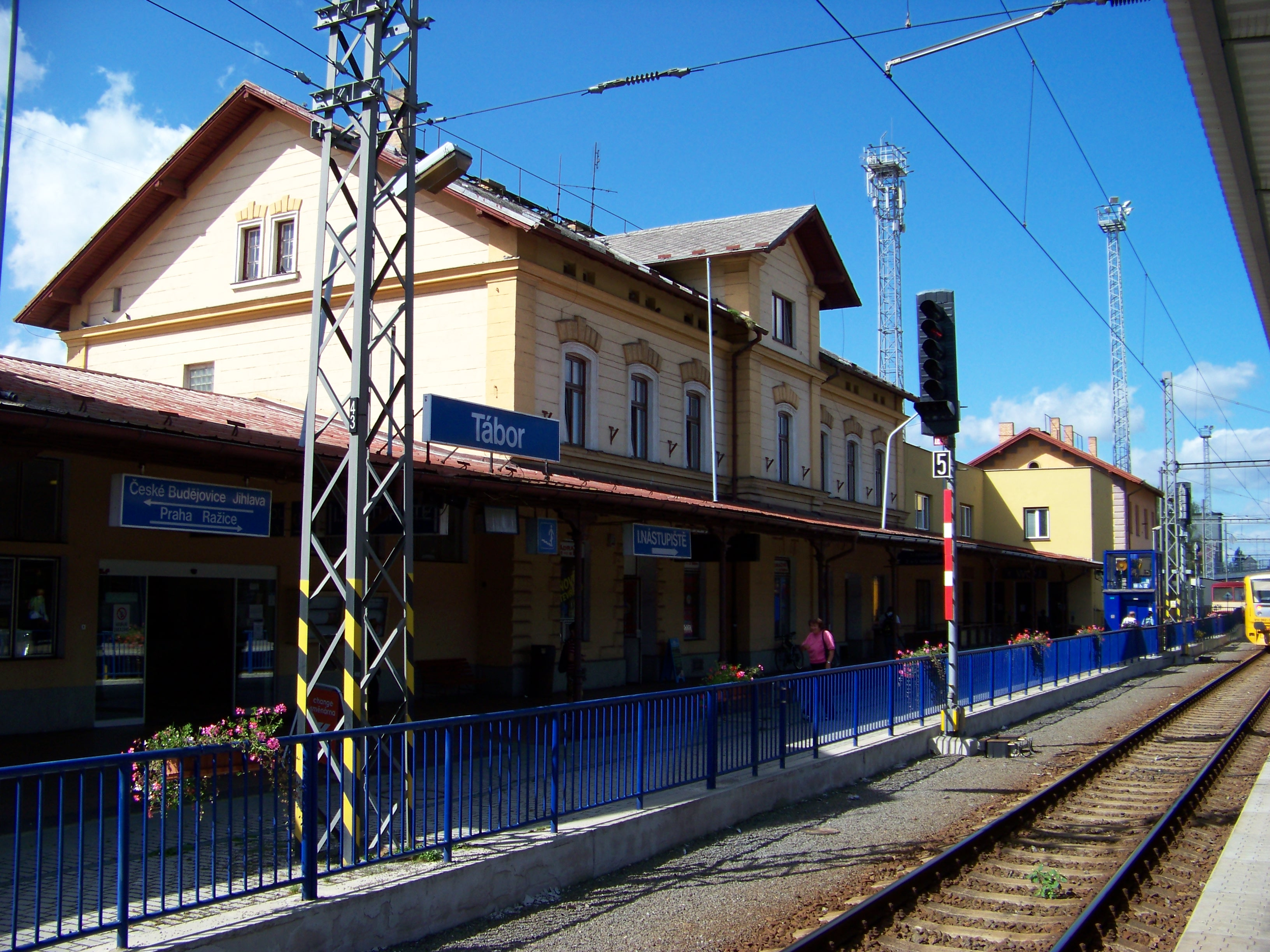
Tábor
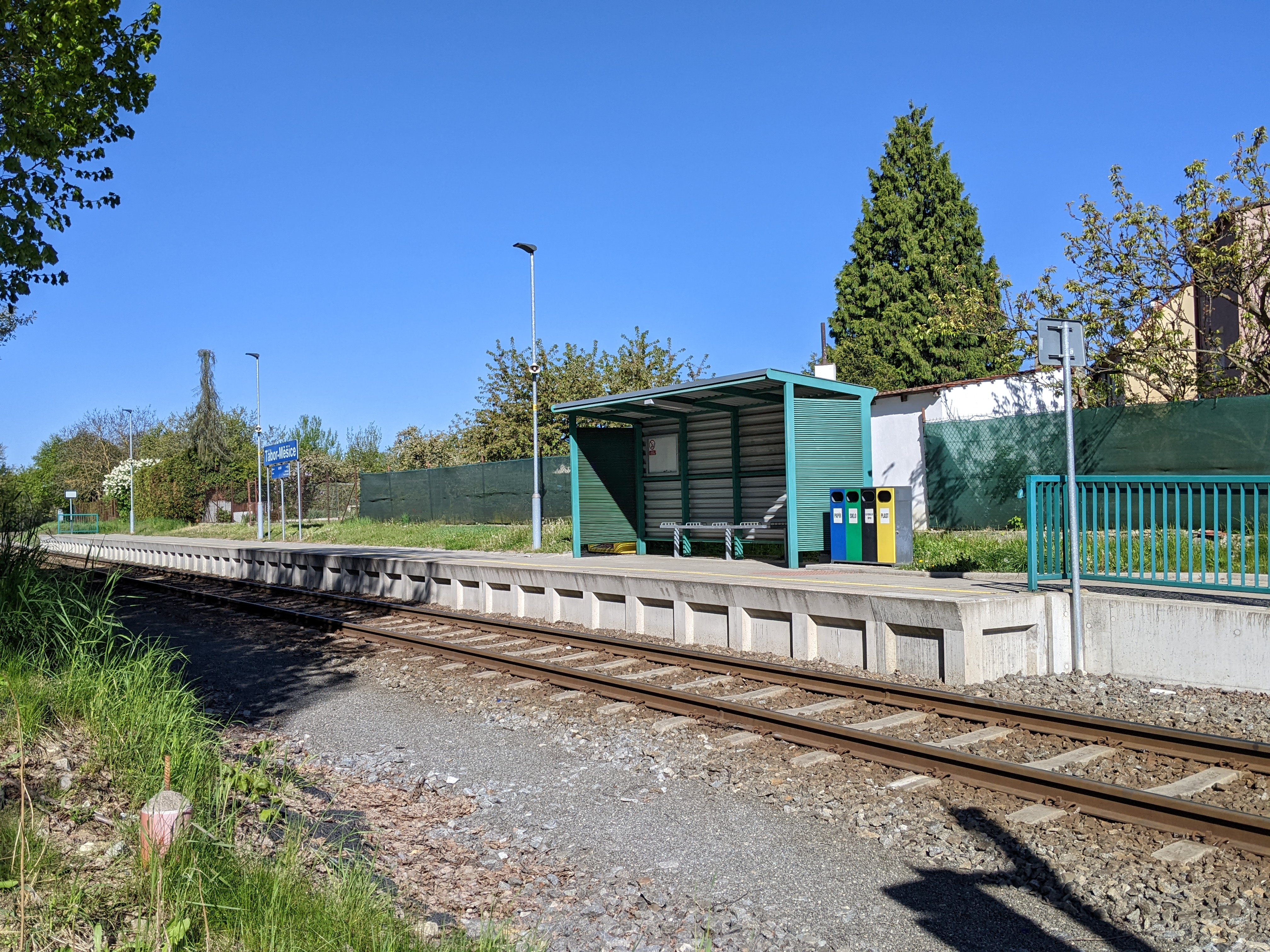
Tábor–Měšice
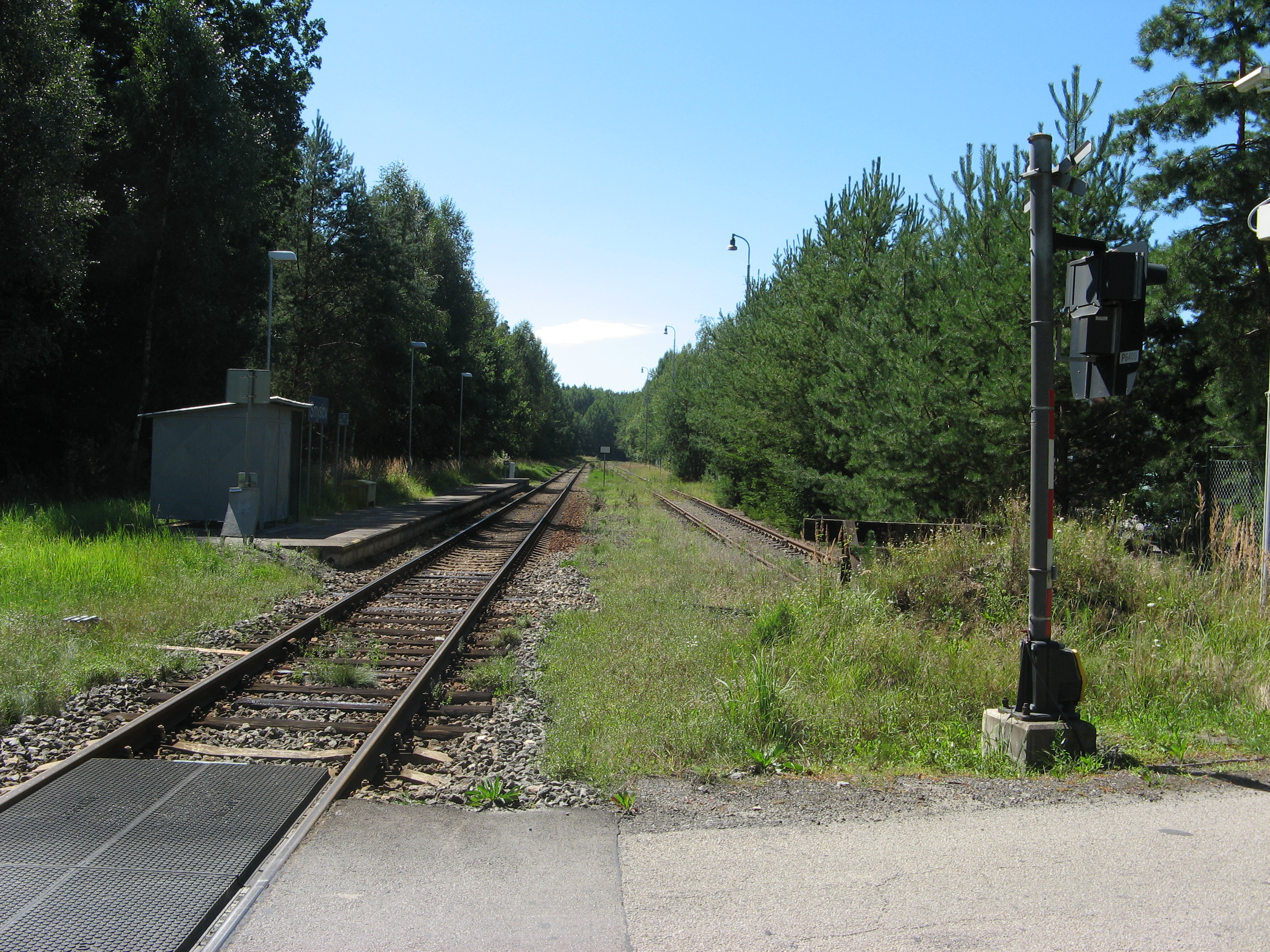
Smyslov
Dobronice u Chýnova
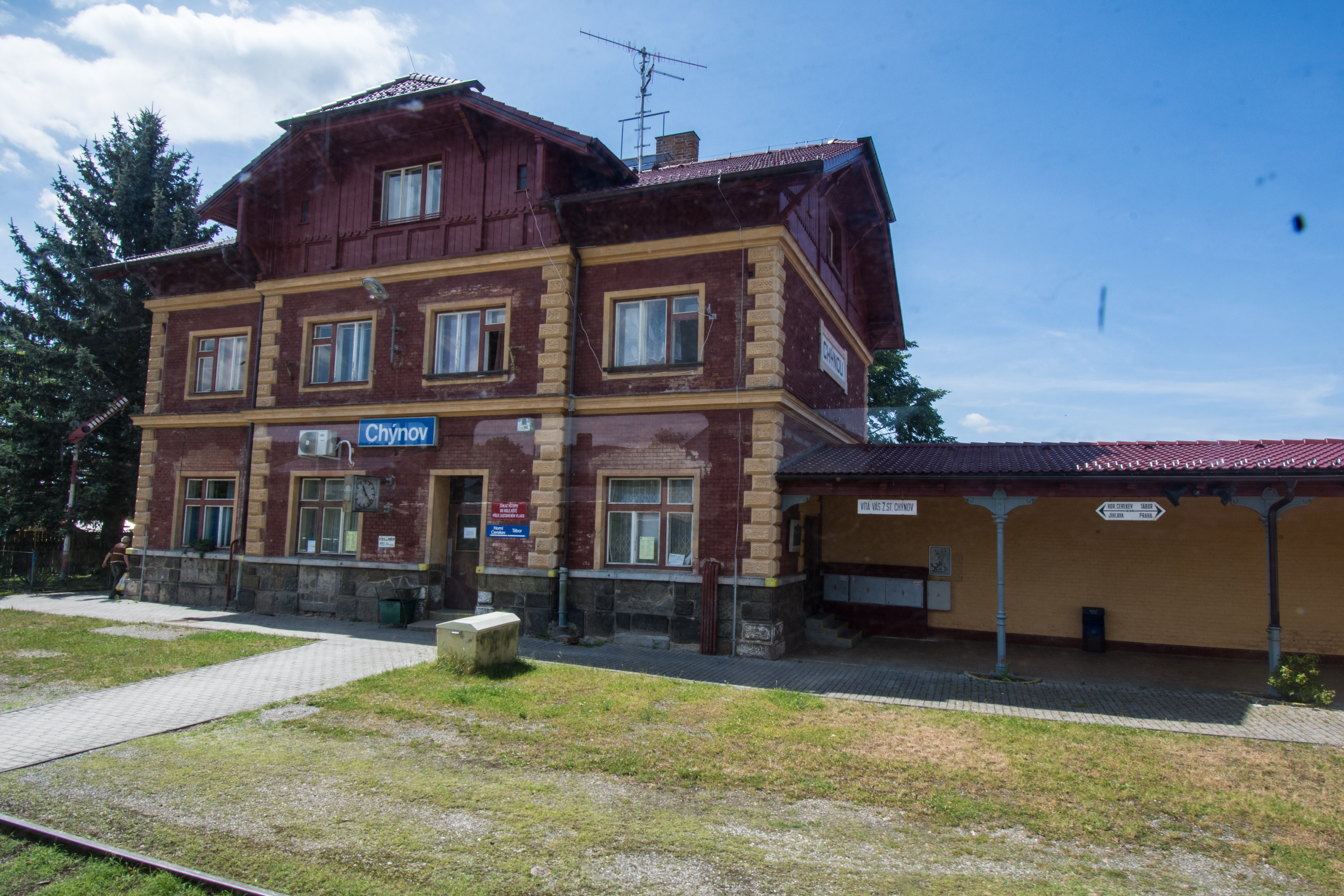
Chýnov
Pořín
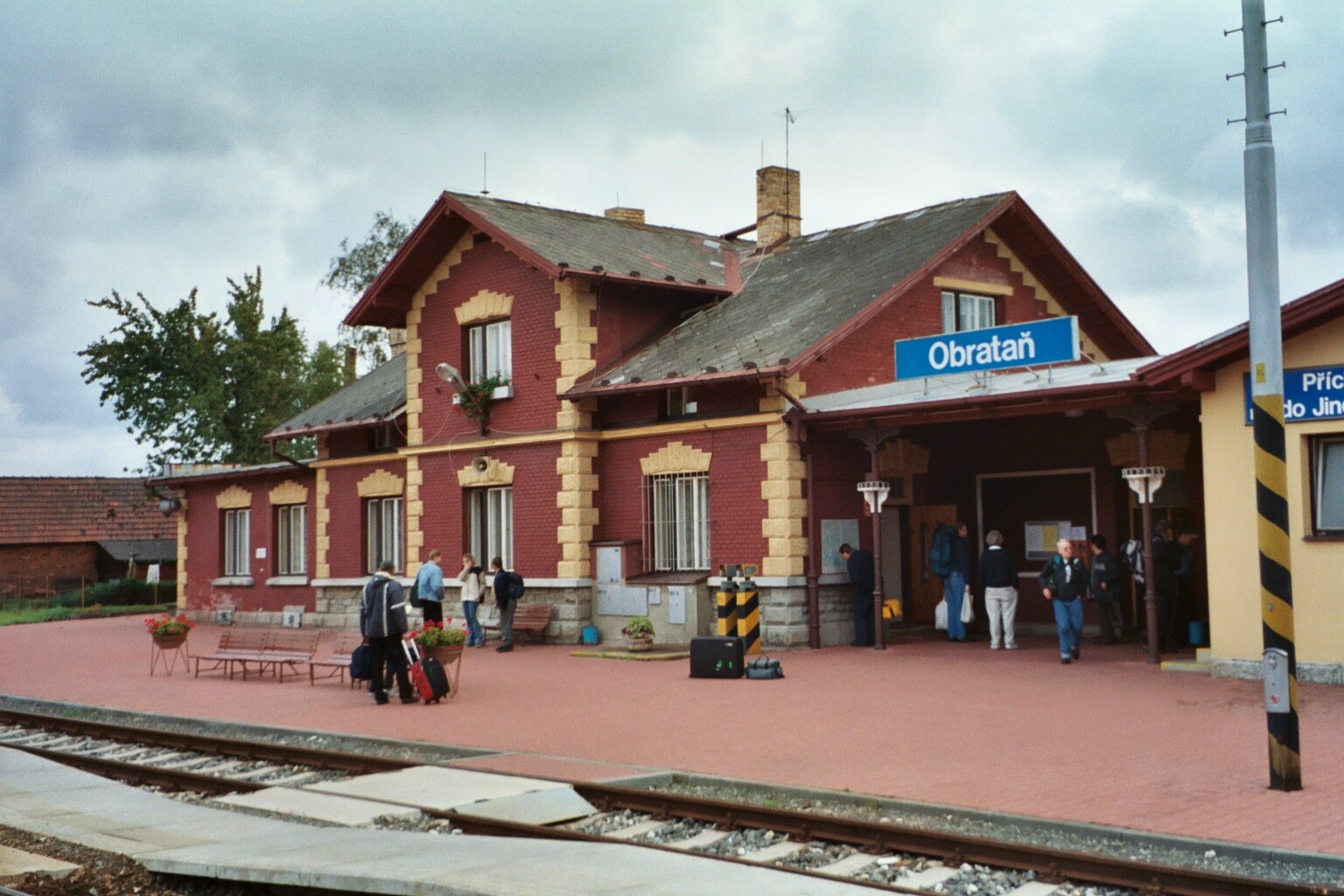
Obrataň
Šimpach
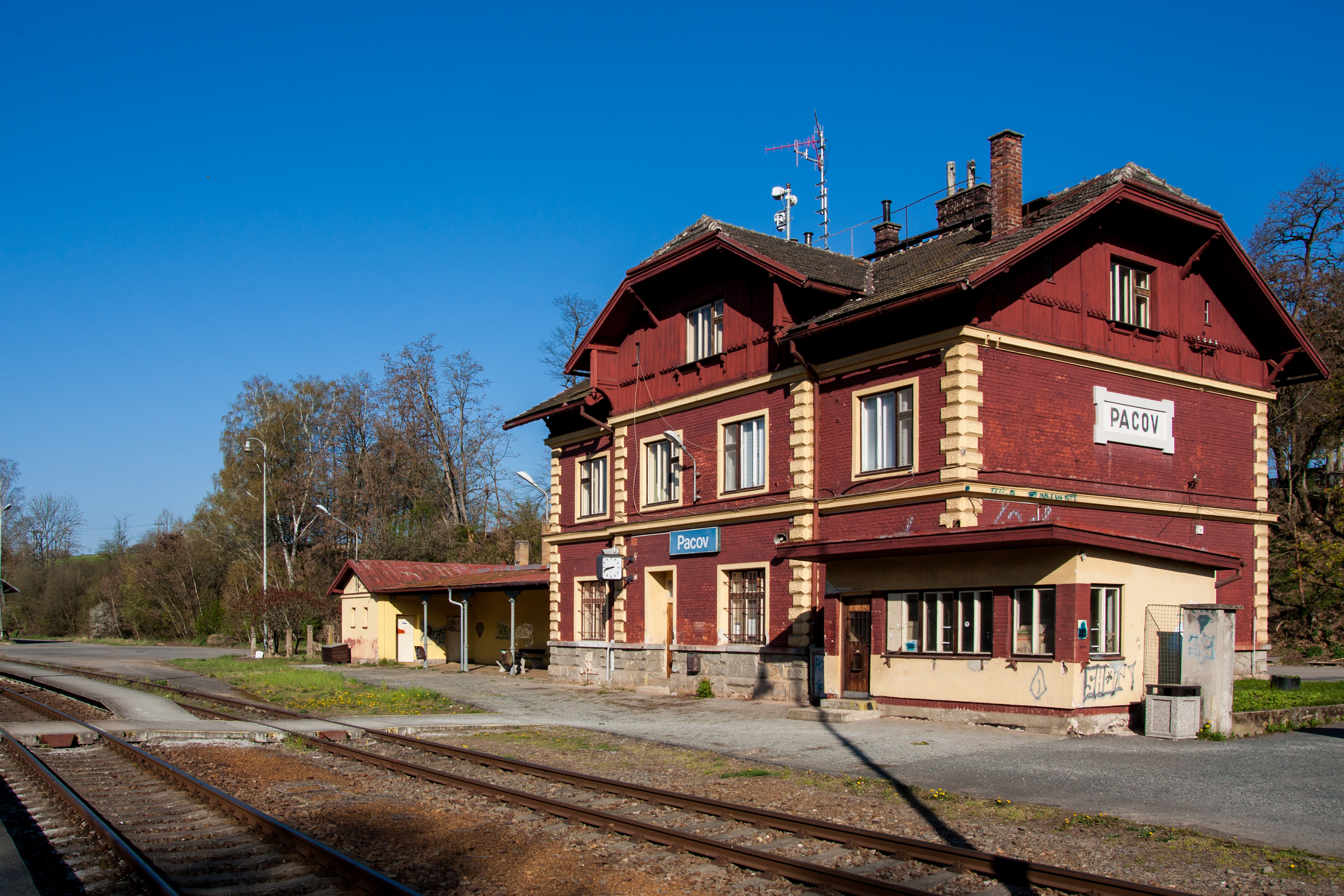
Pacov
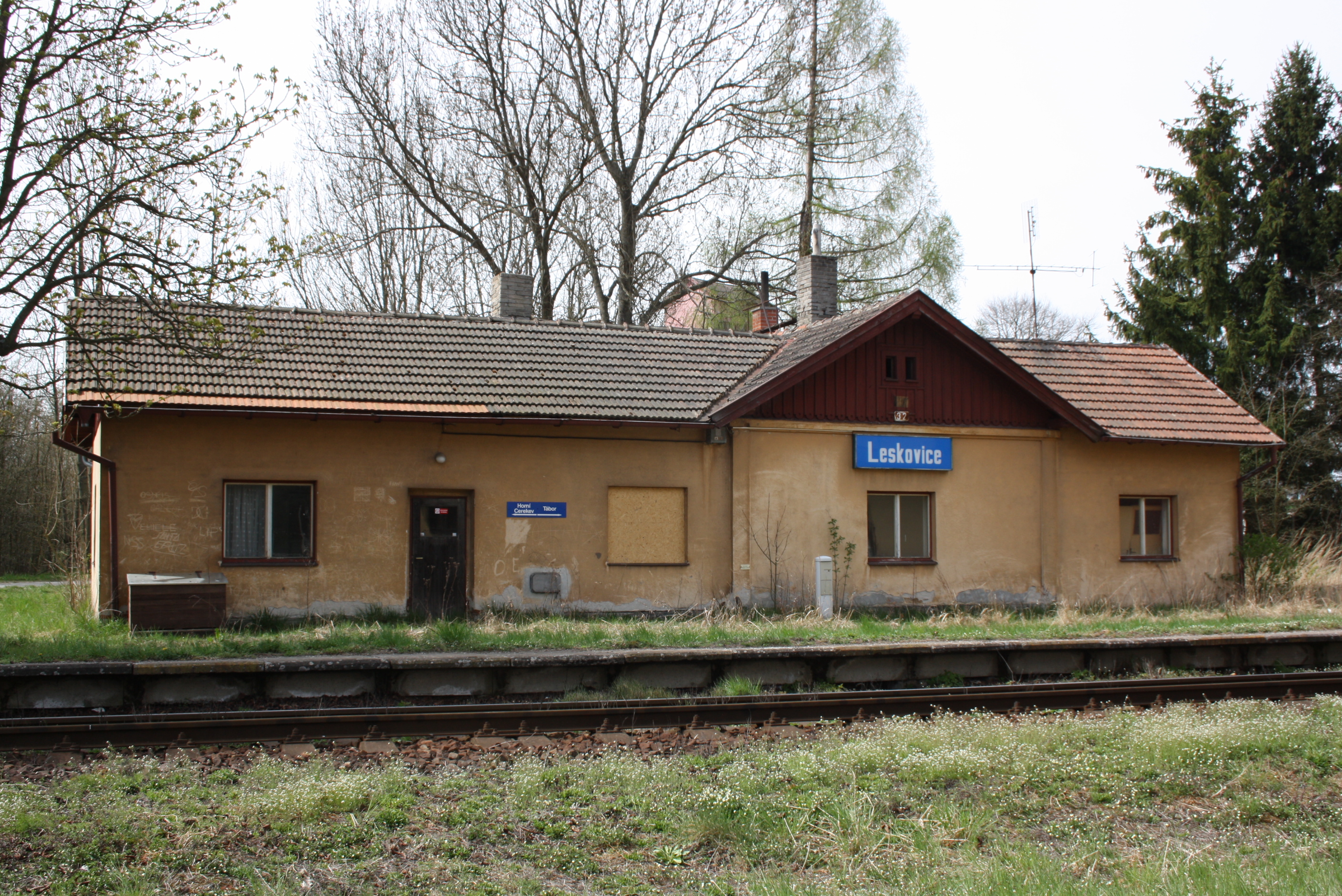
Leskovice
Nová Cerekev
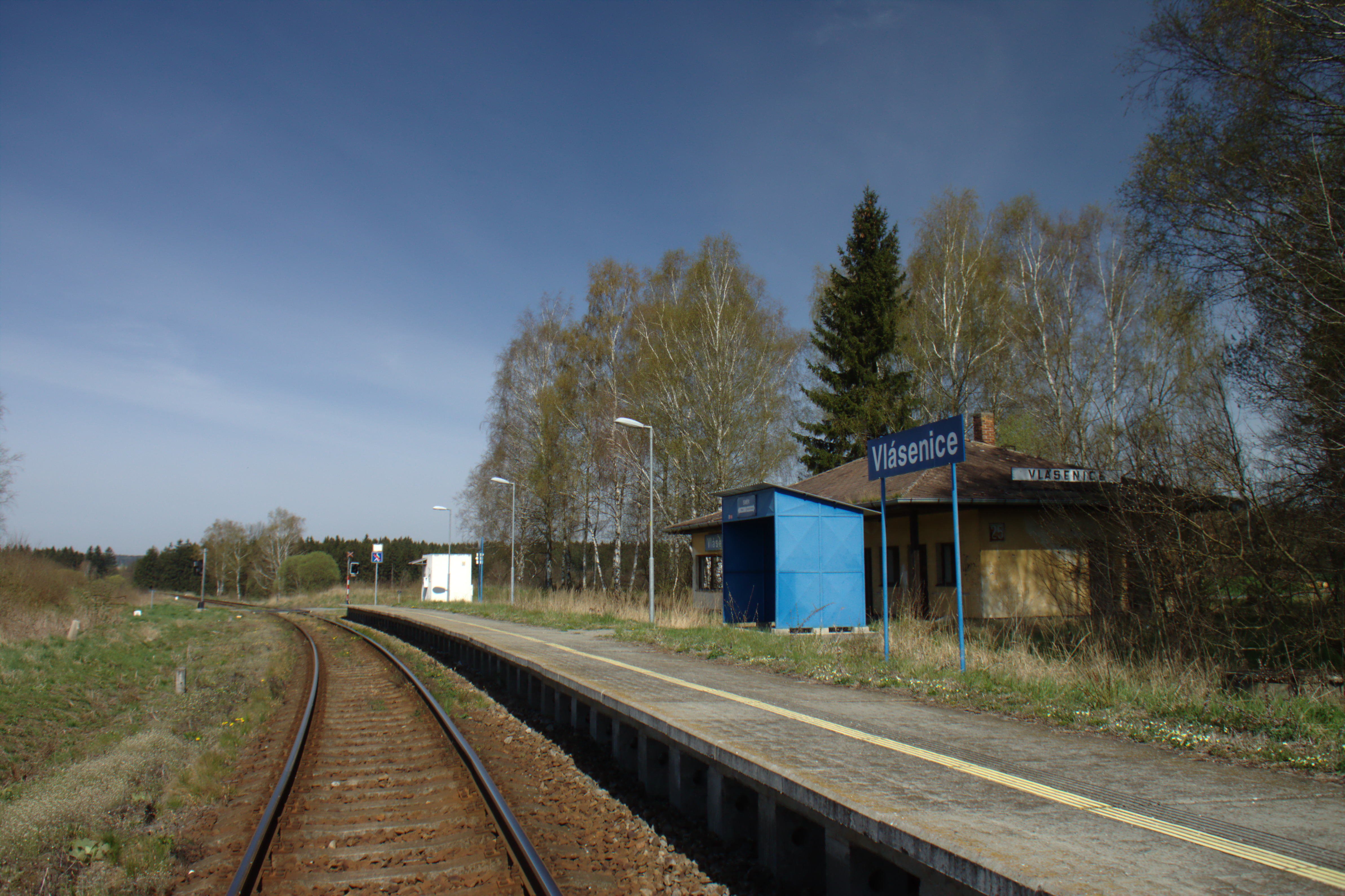
Vlásenice
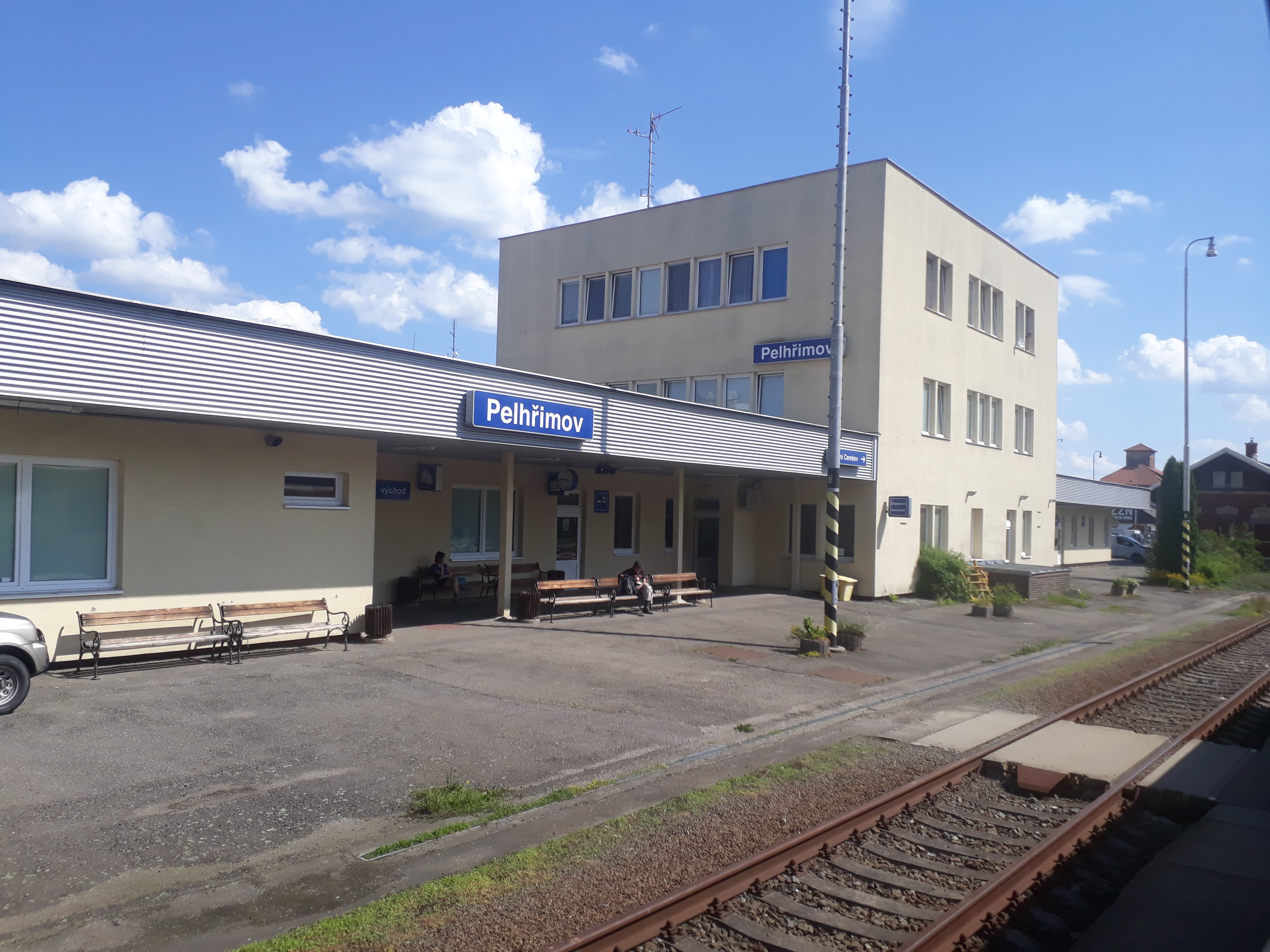
Pelhřimov
Rynárec
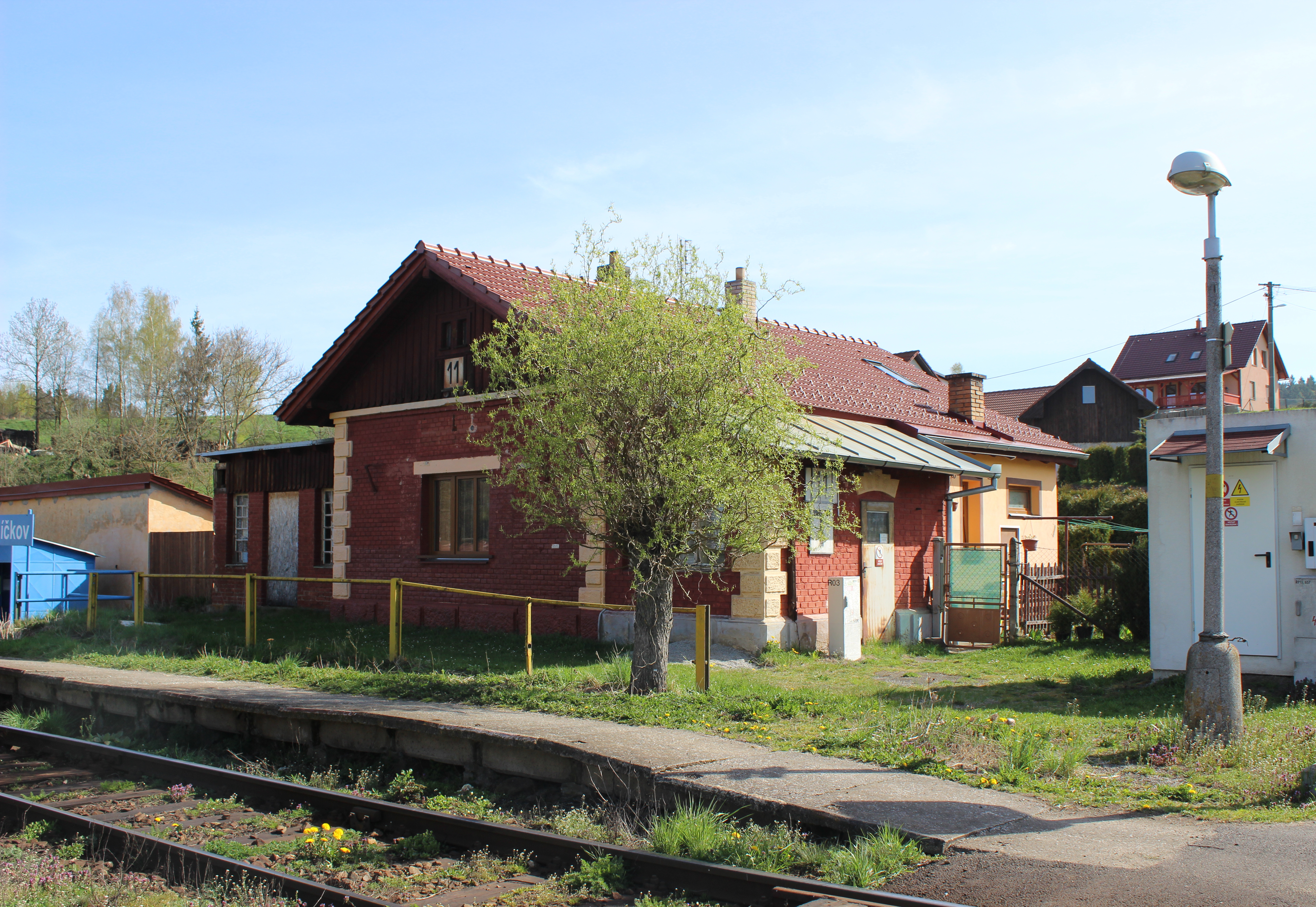
Zajíčkov
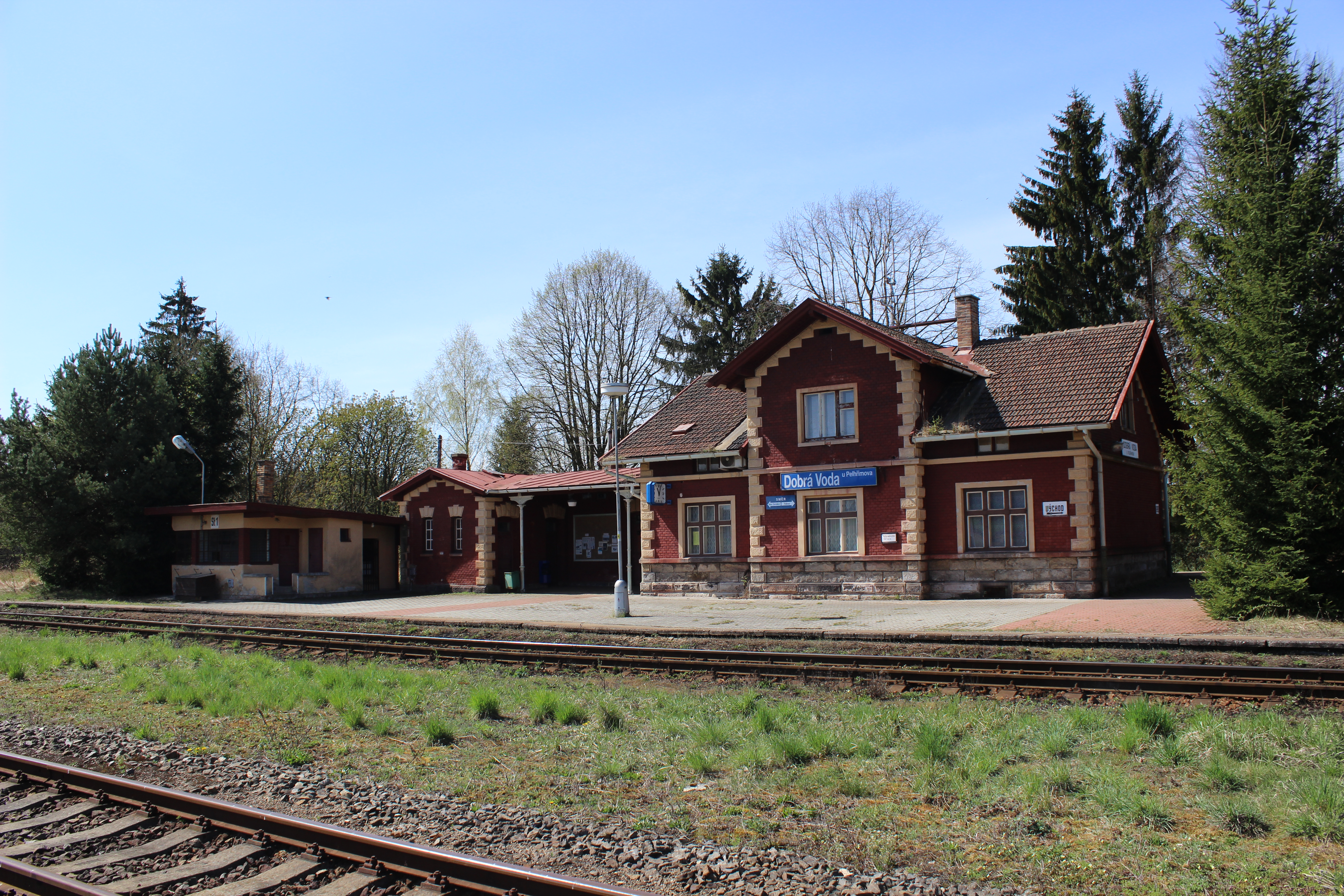
Dobrá Voda u Pelhřimova
Nová Buková
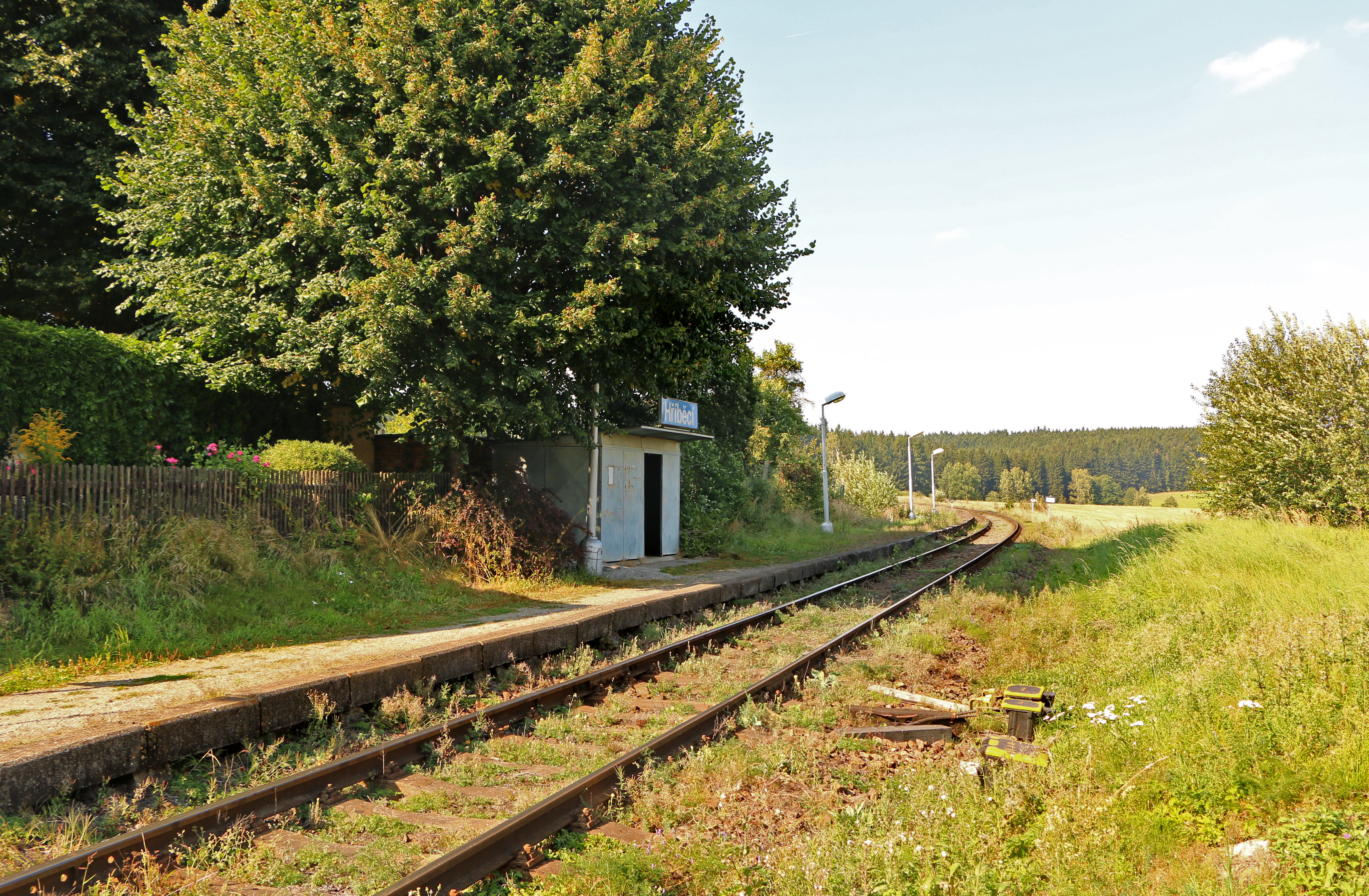
Hříběcí
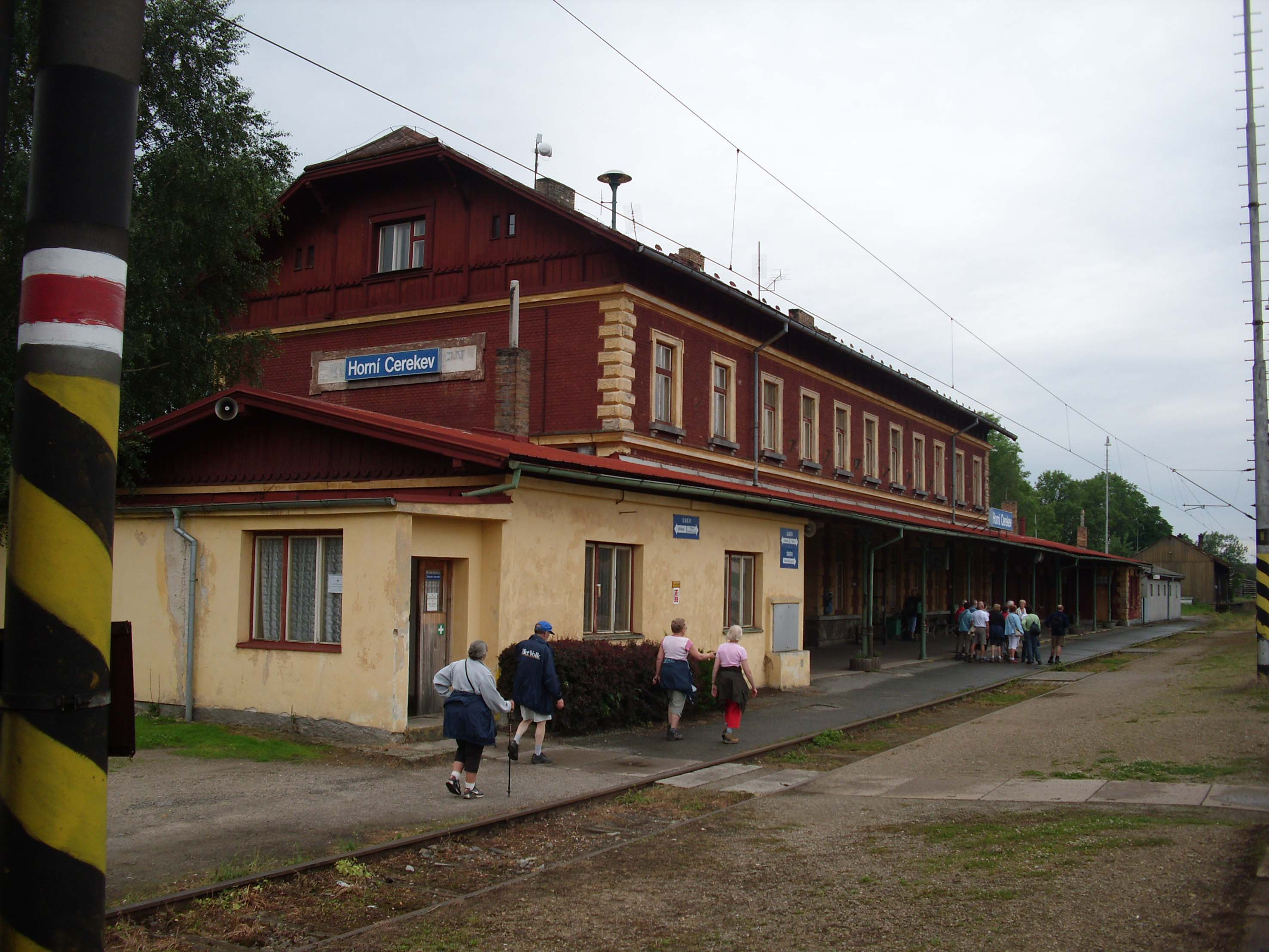
Horní Cerekev